# Peter Gysbrechts
Peter Gysbrechts (Lier, 28 december 1961) is een Belgisch politicus voor Open Vld.

## Levensloop
Peter Gysbrechts is de zoon van Albert Gysbrechts, die van 1946 tot aan de gemeentefusies in 1976 burgemeester van de huidige Putse deelgemeente Beerzel was en van Maria Horckmans, die gemeenteraadslid van Putte en senator was.
Hij behaalde in 1981 een graduaat in verzekeringswetenschappen aan het Provinciaal Instituut voor Hoger Onderwijs in Gent en werkte van 1983 tot 2017 als bankfilliaalhouder-verzekeringsmakelaar in Putte.
Hij is sinds januari 1989 gemeenteraadslid te Putte en was er burgemeester tussen 2001 en 2012. Op 1 januari 2013 werd hij als burgemeester van Putte opgevolgd door Christiane De Veuster, die een coalitie installeerde van CD&V en N-VA.
Door onderlinge onenigheid tussen de twee coalitiepartners in de gemeente was er in de loop van 2014 sprake van dat Gysbrechts opnieuw burgemeester zou worden. Zijn Open Vld sloot een akkoord met N-VA, maar de Raad van State besloot tot tweemaal toe de 'onbestuurbaarheid' te schorsen. In 2015 lukte het dan toch en in juli dat jaar werd Gysbrechts opnieuw burgemeester. Ook na de gemeenteraadsverkiezingen van oktober 2018 bleef hij burgemeester van Putte. Voor het teveel uitgeven aan verkiezingspropaganda veroordeelde de Raad voor Verkiezingsbetwistingen hem tot 2500 euro boete en werd hij twee maanden geschorst als gemeenteraadslid.
Bij de gemeenteraadsverkiezingen van oktober 2024 verloor zijn Lijst Burgemeester de positie van grootste partij in Putte aan CD&V Hiermee kwam er in december 2024 een einde aan Gysbrechts ambt als burgemeesterschap, al bleef hij wel in de gemeenteraad zetelen.
Na de tweede rechtstreekse Vlaamse verkiezingen van 13 juni 1999 volgde hij midden juli 1999 Vlaams minister Marleen Vanderpoorten op als Vlaams volksvertegenwoordiger voor de kieskring Mechelen-Turnhout. Hij bleef lid van het Vlaams Parlement tot juni 2004 en was er lid van de commissies Cultuur, Media en Sport (1999-2004) en Buitenlandse en Europese Aangelegenheden (2000-2004). Na de Vlaamse verkiezingen van 7 juni 2009 was hij van eind juni 2009 tot mei 2014 opnieuw Vlaams volksvertegenwoordiger voor de kieskring Antwerpen, nadat Dirk Sterckx aan zijn mandaat verzaakte. Tijdens zijn tweede mandaat in het Vlaams Parlement was Gysbrechts vast lid van de commissie Welzijn, Volksgezondheid, Gezin en Armoedebeleid. Bij de Vlaamse verkiezingen van 25 mei 2014 verloor hij zijn zetel in het Vlaams Parlement.
Eind 2014 werd hij aangeduid als bestuurder bij de Vlaamse Landmaatschappij. Gysbrechts bleef deze functie bekleden tot in 2020.